# Nerine humilis
Nerine humilis là một loài thực vật có hoa trong họ Amaryllidaceae. Loài này được (Jacq.) Herb. mô tả khoa học đầu tiên năm 1820.

## Hình ảnh

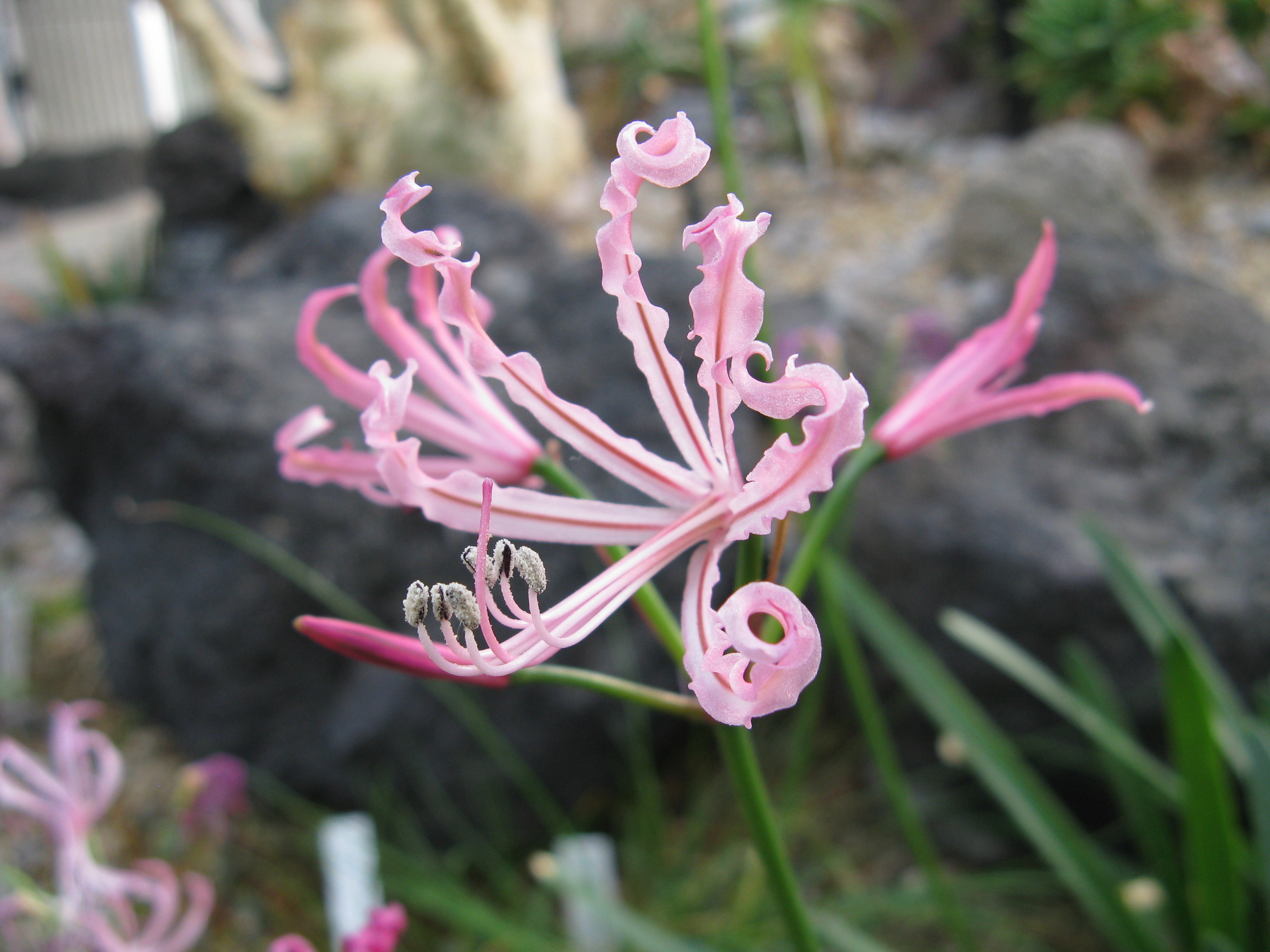
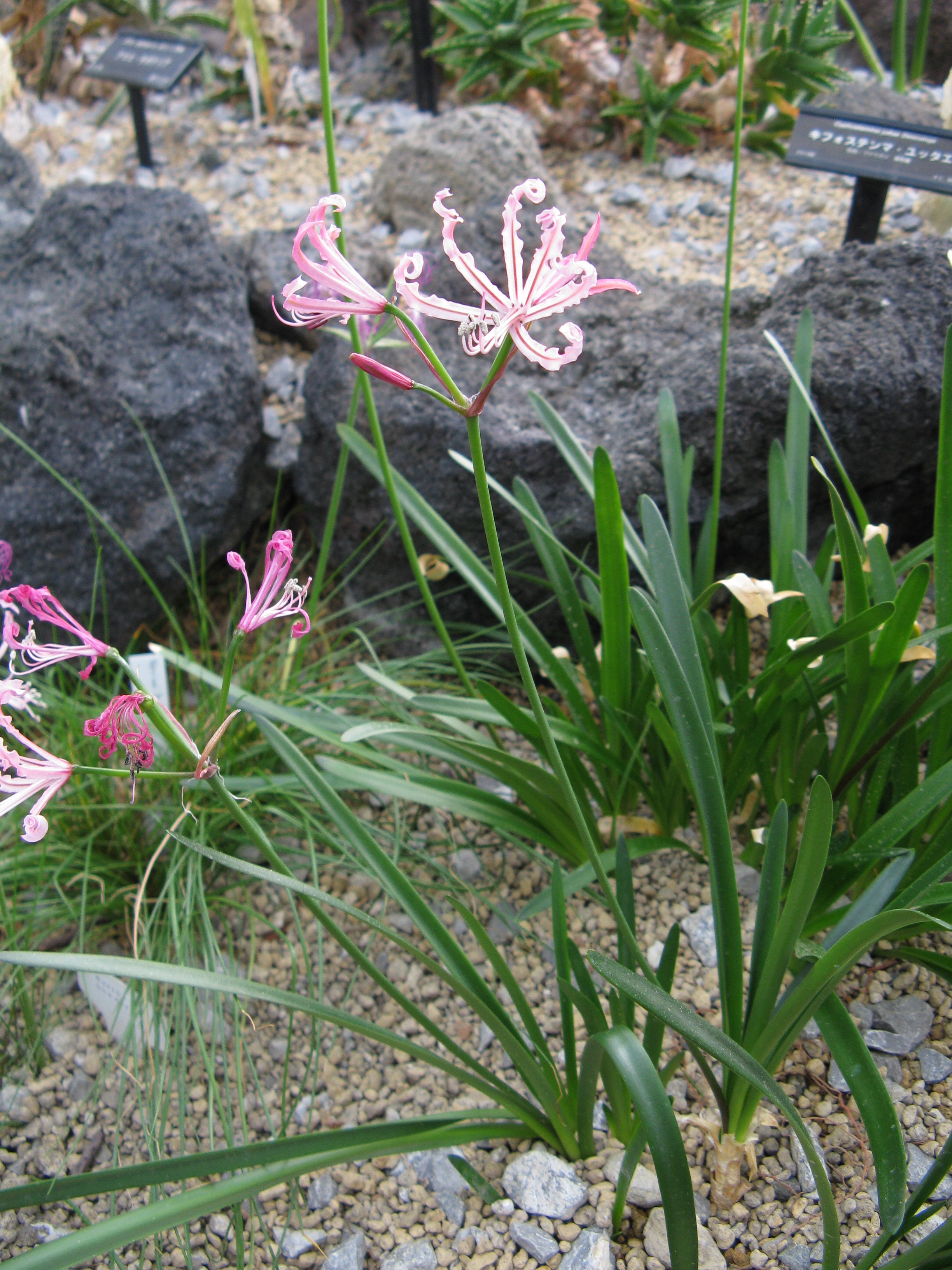